# Всероссийская коллегия судей по волейболу

## История
Всероссийская коллегия судей по волейболу (ВКС) является правопреемником Всесоюзной коллегии судей по волейболу.
Основной костяк ВКС составили судьи коллегии судей РСФСР.
ВКС является структурной частью Всероссийской федерации волейбола.
В 1991 году Всесоюзная коллегия судей закончила своё существование и её правопреемником стала Всероссийская коллегия судей по волейболу, став структурной частью Всероссийской федерации волейбола.

## Руководство
Возглавил ВКС в 1991 году Олег Сергеевич Чехов
Председатели ВКС:
- 1991—2003 Олег Сергеевич Чехов
- 2003—2005 Владимир Евгеньевич Фуфурин
- 2005—по Н.В. Сергей Валерьевич Титов

## Обязанности ВКС
- организация всероссийских соревнований,
- назначение судейских коллегий на соревнования, проводимых Всероссийской федерацией волейбола,
- внесение изменений и проработка правил соревнований,
- подготовка судейских кадров

## Судейские кадры
ВКС воспитала и подготовила большое количество судей, в том числе судей международной категории, которые обслуживают соревнования самого высокого уровня.